# 小玩意
《小玩意》（英語：An Impossibly Small Object），是一部於2018年上映的臺灣劇情片，入圍2018年鹿特丹影展的「大銀幕獎」（Big Screen Competition）正式競賽單元。該片獲選為2018年金馬奇幻影展特別放映單元。

## 劇情
一位在深夜台北街頭尋找靈感的荷蘭攝影師（王洪飛 David Verbeek飾），偶然拍攝到一張陌生小女孩（謝語恩飾）的身影。該照片意外地喚起攝影師的童年回憶，因而將兩人的過去與未來相互重疊。

## 演員
- 謝語恩
- 盧燕
- 嚴藝文
- 陳慕義
- 鍾宸翃
- 潘奕如
- 林明森

## 發行
2018年4月21日在金馬奇幻影展舉行亞洲首映，荷蘭導演王洪飛、謝語恩及鍾宸翃接受新聞採訪。

## 外部連結
- 開眼電影網上《小玩意》的資料（繁體中文）
- 豆瓣电影上《小玩意》的資料 （简体中文）
- 互联网电影数据库（IMDb）上《小玩意》的资料（英文）